# Carl Rogers
Carl Ransom Rogers (ur. 8 stycznia 1902 w Oak Park w stanie Illinois, zm. 4 lutego 1987 w La Jolla w Kalifornii)– amerykański psycholog i psychoterapeuta, jeden z głównych przedstawicieli psychologii humanistycznej, twórca psychoterapii zorientowanej na klienta oraz teorii organizmicznej.

## Życiorys
Początkowo studiował rolnictwo, potem przez dwa lata uczęszczał do seminarium, by ostatecznie podjąć studia pedagogiczne w Teachers College, gdzie również obronił swoją rozprawę doktorską. Mając 20 lat, był delegatem na światową konferencję młodzieży chrześcijańskiej w Pekinie. Praktyki pedagogiczne odbył w latach 1927-1928 w Institute for Child Guidance, gdzie zetknął się z psychoterapią. Twórca counsellingu psychologicznego.
Pierwszą swoją książkę pt. The Clinical Treatment of the Problem Child wydał w 1938 r. podejmując w niej problem terapeutycznej pomocy dziecku w rozumieniu siebie i w samoakceptacji. Pracował też na uniwersytetach w Ohio, Chicago i Wisconsin rozwijając swoją teorię i praktykę terapii niedyrektywnej, a następnie terapii skoncentrowanej na kliencie.
Jego oryginalna koncepcja psychoterapii wykrystalizowała się w latach 1937-1941. Po II wojnie światowej Rogers przeprowadził się do Chicago, gdzie zaczął prowadzić intensywne nad nią prace badawczo-wdrożeniowe. W 1951 r. wydał książkę pt. Terapia skoncentrowana na kliencie. W 1964 r. podjął się na Western Behavioral Sciences Institute psychologicznych badań nad procesami grupowymi oraz nad kształceniem do samorozwoju; utworzył w 1968 r. Centrum do Badań nad Osobą w La Jolla w Kalifornii. Jego poglądy wywarły wpływ na myśl psychologiczno-pedagogiczną i praktykę edukacyjną, zwłaszcza na powstanie alternatywnych szkół i klinik psychiatrycznych.
W Polsce znany jest jako przedstawiciel psychologii humanistycznej mimo nielicznych przekładów jego książek i artykułów naukowych. Spośród jego najważniejszych dzieł, a są to takie tytuły, jak: Freedom to Learn 1969, Freedom to Learn for the 80's 1984, A Way of Being 1980 to ostatnie ukazało się po polsku w pełnym przekładzie.
Założył ośrodek pomocy rodzicom.

## Tłumaczenia prac na język polski
- O stawaniu się osobą[5]
- Sposób bycia
- Terapia nastawiona na klienta. Grupy spotkaniowe